# Hirigowdanahalli, Hassan
Hirigowdanahalli là một làng thuộc tehsil Hassan, huyện Hassan, bang Karnataka, Ấn Độ.